# Боснийское имя
Боснийские имена — традиционные имена, распространённые среди босняков. Самым популярным среди мужских имён в стране остаётся Ахмед, а среди женских — Амина.

## История происхождения
Большинство боснийских имён имеют арабское, персидское или тюркское происхождение, поскольку именно такие имена есть в Коране. В XV веке территория нынешних Балкан оказалась под властью Османской империи. Именно в это время в Боснии началось формирование уникального сочетания ислама и славянской культуры.
Сегодня Босния — единственное государство в мире, где крупнейшей национально-религиозной группой являются славяне-мусульмане — босняки: 50% населения страны составляют приверженцы ислама. Данный факт нашёл отражение во многих областях общественной жизни Боснии — в частности, в именах граждан.

## Выбор имени
Как и для большинства мусульман, выбор имени ребёнка для босняков является важным и знаменательным событием для всей семьи. Имя, по мнению мусульман страны, должно быть «красивым» и «положительно направленным». Желательно дать имя ребёнку в первый, третий или седьмой день после дня рождения.
Существуют определённые ограничения на выбор имён: не принято называть ребёнка именами Аллаха: Аллах, Куддус, Халык («творец»), Аррахман; не желательно называть ребёнка именами тиранов, деспотов и врагов религии; нежелательны также и имена, которые имеют «неприглядное толкование»; нежелательно называть ребёнка именем с приставкой абд-: например, Абд-Аннаба (слуга Пророка) или Абд-Аррасуль (раб Посланника) — считается, что такие имена свидетельствуют о том, что человек является «прислугой» ещё кого-то, кроме Аллаха.
Лучшим вариантом имени считается имя ангела или пророка — предполагается, что это «благодатно повлияет на будущее ребенка». Варианты для мальчиков включают: Муса, Иса, Ибрагим, Махмут, Мустафа; для девушек: Марьям (мать пророка Исы), Аиша, Фатима, Рукайя и Зайнаб.

### Традиции
Существуют различия в выборе имён для мальчиков и девочек: если имена мальчиков должны быть «грубыми», «жёсткими в произношении», то имена девушек — «нежными», «благозвучными». Считается, что в будущем муж должен наслаждаться не только характером, одеждой и украшениями, но и «приятным» именем жены. Постепенно стало традицией называть девушек в соответствии с определённой исламской историей семье — именем матери или родственницы.

## Распространённые имена
Статистические данные свидетельствуют, что за последние десять лет в Боснии изменений в выборе родителями имён для новорождённых детей не произошло. Самым популярным среди мужских имён остаётся Ахмед, а среди женских — Амина.
По состоянию на 2015 год Федеральный институт статистики Боснии составил перечень ста самых популярных мужских и женских имён, среди них были также выбраны 10 «самых привлекательных для родителей»:
| Имя   | Число носителей (рождены в 2015 г.) |
| ----- | ----------------------------------- |
| Ахмед | 263                                 |
| Амар  | 246                                 |
| Дарис | 217                                 |
| Адин  | 202                                 |
| Харун | 199                                 |
| Давуд | 185                                 |
| Имран | 183                                 |
| Хамза | 178                                 |
| Тарик | 167                                 |
| Ведад | 157                                 |

| Имя    | Число носителей (рождены в 2015 г.) |
| ------ | ----------------------------------- |
| Амина  | 297                                 |
| Сара   | 254                                 |
| Эмина  | 244                                 |
| Ламия  | 234                                 |
| Мерьем | 203                                 |
| Ася    | 198                                 |
| Лейла  | 184                                 |
| Айна   | 181                                 |
| Эмма   | 177                                 |
| Нейла  | 171                                 |

### Женские имена
- Амина — имя арабского происхождения и имеет несколько версий толкования (согласно историческим данным, Аминой звали мать Пророка Мухаммеда). Первая версия — «честная, верная, надёжная». Второй вариант, по которому определяется трактовка имени Амина — «имеющая спокойный нрав». Третий вариант — «находящаяся в безопасном и спокойном месте». Можно отметить, что от арабского корня происходит и слово «аминь». Имя Эмина — форма от имени Амина, «верная, честная, которая находится в безопасности».
- Сара — библейское имя. Согласно Ветхому Завету, Сара была женой Авраама и являлась первой из четырёх прародительниц еврейского народа. У православных христиан в Боснии традиционно использовался вариант с двумя буквами «р» — Сарра. Имя Сара означает «знатная, княгиня», «госпожа», «знатная женщина». Имя Сара распространено не только у мусульман, но и у христиан.
- Мерьем — женское имя, которое имеет несколько версий происхождения. Согласно одной из них, происхождение имени Марьям связано с древнееврейским словом, переводится как «госпожа». По другой версии это имя происходит от греческого слова, означающего «горка».
- Ламия — существует несколько вариантов толкования данного имени. Арабский вариант — «имеющая тёмные губы» (темные губы у арабов входят в эталон женской красоты), а в переводе с греческого — «шея». С латинского же имя можно перевести как «ведьма, колдунья».
- Асият (Ася) является святым для всех мусульман, так как оно упоминается в Коране. В переводе означает — «лечит, утешает». Именно такое имя носила одна из четырёх женщин, считающихся в исламе «совершенными». Пророк Мухаммед говорил об женщине с именем Асият как о «лучшей в раю». Имя Ася носила жена фараона Рамсеса II, которая взяла на воспитание младенца, найденное в корзине, плывшей по реке Нил — это был пророк Муса, он же Моисей. Утверждалось, что несмотря на свой знатный род и богатство — она всегда была благочестивой и верующей, доброй и милосердной.
- Лейла — женское имя, имеет арабские корни и переводится как «ночь», «темнота», «черноволосая».
- Айна — арабское женское имя, означающее «большеглазая». В дальнейшем с распространением ислама по всему миру это имя стало общемусульманским.

### Мужские имена[1]
- Адо — сокращение от Адис или Аднан
- Сенад — турецкое имя со значением «достойный похвалы»[2]
- Семир/Самир — арабское имя со значением «собеседник», «рассказчик» или «спутник в вечернем разговоре»[3].
- Амир/Амер/Эмир — имя, происходящее от титула, являющегося эквивалентом славянского князя или западноевропейского принца.
- Эдин — арабское имя со значением «справедливый, верный, преданный», проникшее через турецкое посредство[4]. Может сокращаться до Дино[1].
- Харис — арабское имя, имеющее два значения: «страж, защитник, хранитель» и «хлебопашец»[5].
- Бахир — арабское имя с значением «великолепный»[6].
- Хамза — арабское имя со значением «острый, жгучий, пронзающий»[7].

## Фамилии
Боснийские фамилии, как и фамилии сербов и хорватов образуются с помощью суффиксов -ич/-вич, и имеют турецкие, реже арабские корни, например: Изетбегович, Исламович, Ибрагимович, Хасанович, Керимович, Хаджихафизбегович и т.д. Фамилия может быть производной как и от имени, так и от титула (вышеупомянутые Изетбегович и Хаджихафизбегович, Хаджич, Пашалич). Стоит отметить, что помимо босняков, мусульманские фамилии могут носить и цыгане, также являющиеся преимущественно мусульманами.